# Mary Anderson (uppfinnare)
Mary Anderson, född 1866 i Greene County i Alabama, död 1953 var en amerikansk ranchägare och vinodlare som uppfann vindrutetorkaren 1903 efter ett besök i New York. Hon hade lagt märke till att spårvagn
att öppna fönstren på sina fordon för att kunna se ut när det snöade eller regnade. 

## Biografi
Mary Anderson föddes 1866 i Greene County, Alabama i början av Rekonstruktionstiden. 1899 flyttade hon med sin änkemor och syster till Birmingham, Alabama. Strax efter flytten hit byggde hon bostäder på Fairmont Avenue för att därefter 1893 flytta till Fresno, Kalifornien för att driva en vin- och boskapsgård. Denna skötte hon fram till 1898.  Anderson flyttade senare i livet tillbaka till Birmingham för att fortsätta sköta sina bostäder och bodde där tills hon dog vid 87 års ålder. Hon dog i sitt sommarhus i Monteagle, Tenneesse och begravdes på Elmwood Cemetary.

## Uppfinnandet av vindrutetorkaren
Under ett besök i New York under vintern 1902 lade Anderson märke till hur spårvagnsförare körde med fönstren öppna för att undvika att få för mycket snöblandat regn på rutan och på så sätt inte ha fri sikt framåt. När hon sedan kom hem igen så anlitade hon en designer för att tillverka en handdriven produkt som höll vindrutan ren från snö och regn, som sedan producerades hos en lokal tillverkare. Hennes uppfinning bestod av ett handtag på insidan som manövrerade ett gummiblad på utsidan av vindrutan. Liknande uppfinningar hade gjorts tidigare men Andersons var den första som var effektiv. 1903 ansökte hon om och fick ett patent som gällde 17 år för vindrutetorkaren.
1905 försökte Anderson sälja sin uppfinning till en känd kanadensisk firma men de avböjde och sa att den inte var av tillräckligt kommersiellt värde. När patentet gick ut 1920 växte bilindustrin exponentiellt och vindrutetorkare med Andersons design blev senare standardutrustning i bilarna. 
1922 blev Cadillac den första biltillverkaren som använde vindrutetorkaren som standardutrustning.